# Парис, Гастон
Гастон Пари (Парис) (фр. Gaston Paris; 9 августа 1839[…], Авне-Валь-д’Ор — 5 марта 1903[…], Канны, Франция) — французский исследователь средневековой литературы.
С 1872 года занимал кафедру своего отца, Полена Париса, в Collège de France; с 1896 года член Французской академии, в которой занял кресло Пастера.
В начале своей научной деятельности Парис, закончивший своё образование в германских университетах и слушавший в Бонне знаменитого Фридриха Дица, проводил приемы и методы немецкой школы, являясь горячим поборником их во Франции. Сюда, между прочим, относится его «Histoire poétique de Charlemagne» (1866). Его критическое издание «Vie de saint Alexis, poème du XI siècle» (1872, в сотрудничестве с Панье), было признано «пролагающим новые пути» по смелости постановки вопроса, строгой методичности приемов и оригинальности выводов.
Дальнейшие издания Париса: «Chansons du XV siècle» (1875), «Vie de saint Gilles» (1881), «Extraits de la Chanson de Roland» (4 изд., 1893) и др. В 1872 году он издал перевод грамматики романских языков Дица. В «Journal des Savants» появился ряд его монографий, увлекательных по форме и оригинальных по содержанию: «Les fabulistes latins» (1884—85), «Les cours d’amour» (1888), «Les chants populaires du Piémont» (1889), «Les origines de la poésie lyrique» (1892), «La légende de Saladin» (1893), «Le Roman de Renard» (1895). Многие из них вышли и отдельными изданиями.
Исследования Париса печатались и в «Histoire littéraire de la France». Отдельными изданиями появились статьи и лекции его под заглавием «La poésie au Moyen Age» (1885—95), краткое, но в высшей степени содержательное руководство «La littérature française an moyen-âge» (2 изд., 1890), «Le juif errant» (1889), «Penseurs et poètes» (1896; этюды о Джемсе Дарместетере, Ренане, Сюлли-Прюдоме и др.).
Часто расходясь с Тэном в постановке вопросов и приемах исследования, Парис усвоил себе его исключительно историко-культурный метод при изучении литературы. Научные работы Париса не исчерпываются, однако, изучением памятников и гипотезами, порой блестящими, относительно темных вопросов о «зачатках» или генезисе известного историко-литературного явления, формы слова, звука: у него, как и у Тэна, живое чувство поэзии нередко приводит к тонкой оценке того или другого произведения и с точки зрения чисто художественной.
Некоторые из таких оценок Париса (суждения о Chanson de Roland, о кельтской поэме, о Тристане и Изольде, о Roman de la Rose, о поэзии Гийома Машо и др.) считаются образцовыми по своей меткости.
В 1884 году определил, что автором части анонимного перевода «Метаморфоз» Овидия на старофранцузский язык, известного под названием «Нравоучительный Овидий» (фр. Ovide Moralisé), был Кретьена де Труа и назвал эту часть текста поэмой «Филомена».